# Wapen van de City of London

Wapen The City of London

Het wapen van de City of London, is een wapen dat nooit officieel is toegekend. Wel is het wapen vastgelegd bij het College of Arms, alleen daar is het opgenomen zonder schildhouders en helmteken. Al is het geheel op 30 april 1957 wel toegekend.

## Ontstaan
Op het schild staan het kruis van Sint Joris en het embleem van de patroonheilige van de stad St. Paul (Nederlands: Paulus). Voor St. Paul werd al in het jaar 605 een kathedraal gebouwd en St. Paul verscheen in de 13e eeuw voor het eerst op een stadszegel. Het stadswapen verscheen voor het eerst rond 1380 op een stadszegel.
Op een zegel uit de 14e eeuw wordt het wapen vast gehouden door twee leeuwen, zij worden hierna nergens anders gezien. In een boek uit 1633 zijn de leeuwen veranderd in de draken die vandaag de dag nog altijd het wapen vasthouden, ditzelfde boek toont ook voor het eerst het motto “Domine dirige nos” (Heer, stuur ons). 
 Waar de draken vandaan komen is niet geheel duidelijk, mogelijk komen ze van het verhaal van de patroonheilige van Engeland, St. Joris. Hij doodde een draak. In de heraldiek is de draak een gebruikelijk object, met name in Rusland en Engeland komen draken veel voor. In dit geval zouden het zwaard en de draken in het wapen van de City of London dus van het wapen van Engeland afstammen.
Op het wapen staat ook een helm met een kuif, deze verscheen voor het eerst in 1539. De afbeelding waar deze voor het eerst op verscheen is niet duidelijk, maar er is wel op te zien dat het object het kruis van St. Joris draagt. Tegen het einde van de 17e eeuw is de kuif verworden tot een drakenvleugel. Afgezien van de drakenvleugel werd het wapen tussen de 17e en 19e eeuw afgebeeld met een bonten kap. De kap verscheen voor het eerst in 1677, op de afbeelding werd het wapen omgeven door de kap, zwaard, knuppel, Hoorn des Overvloeds, fasces, anker en sleutel. Geen van deze elementen wordt officieel door de gemeenteraad toegepast.

## Officiële beschrijving
Het schild is van zilver, gekwartierd door een kruis van keel met in het eerste kwartier een opwaarts staand zwaard van keel.
Het helmteken (kuif) staat op de rand van het schild, het bestaat uit een linker zilveren drakenvleugel met daarop in keel een kruis.
De schildhouders staan aan beide zijden van het schild, zijn van zilver en hebben aan de onderkanten van de vleugels een kruis van keel.
De draken staan op een lint met daarop het motto: Domine Dirige Nos (Heer, leid ons).